# Enrique de Rivas
Enrique de Rivas Ibáñez (Madrid, 1931-Ciudad de México, 3 de enero de 2021) fue un poeta español perteneciente a la llamada "generación hispanomexicana".

## Biografía
Es hijo del famoso director de escena Cipriano Rivas Cherif y sobrino político de Manuel Azaña, presidente de la Segunda República española. Durante la Guerra civil, la familia se refugió en Francia; fueron detenidos en 1940 por la Gestapo y trasladados a Burdeos. Mientras su padre fue entregado a las autoridades franquistas (que lo condenarán a muerte), él se exilió en México.
Allí se forma en el Colegio Madrid y el Instituto Luis Vives, centros educativos fundados por los refugiados españoles. En 1947, se reencuentra con su padre, cuya pena de muerte le había sido conmutada. Estudia más tarde en la Universidad Nacional Autónoma de México (UNAM), en Puerto Rico y en Berkeley (Estados Unidos). A partir de 1956 trabaja como profesor en el Mexico City College, institución precursora de la actual Universidad de las Américas. En la década de 1960 se traslada a Roma (Italia), donde acaba estableciéndose, trabajando como funcionario de la FAO hasta su jubilación; en dicha ciudad conoció a la pensadora María Zambrano, también exiliada.
Como poeta, se le ubica dentro del grupo "hispanomexicano", junto a otros exiliados que llegaron a México a una edad temprana y que por lo tanto recibieron allí su formación. Además de sus poemarios, es autor de ensayos sobre literatura medieval, como Figuras y estrellas de las cosas y El simbolismo esotérico en la literatura medieval española. También publicó textos memorialísticos, como el libro de recuerdos de su infancia Cuando acabe la guerra y Endimión en España (Estampas de época 1962-1963), que recrea su primer regreso a su país natal. Tanto este último título como la totalidad de su obra poética antes publicada o inédita están recogidos en el volumen En el umbral del tiempo.
Falleció en la Ciudad de México el 3 de enero de 2021 por muerte natural.

## Obras

### Poemarios
- Primeros poemas (1949)
- En la herencia del día (1966)
- Tiempo ilícito (1981)
- Como quien lava con luz las cosas (1984)
- El espejo y su sombra (1985)
- Fastos romanos (1994)
- Epifanías romanas (2006)
- En el umbral del tiempo (2013)

### Libros de memorias
- Endimión en España (1968)
- Cuando acabe la guerra (memorias) (1992)

### Ensayos
- Figuras y estrellas de las cosas (1969)
- El simbolismo esotérico en la literatura medieval española (1989)